# Xanthoparmelia putsoa
Xanthoparmelia putsoa är en lavart som beskrevs av Hale. Xanthoparmelia putsoa ingår i släktet Xanthoparmelia och familjen Parmeliaceae.   Inga underarter finns listade i Catalogue of Life.